# Dincolo de hotarul grădinii
Dincolo de hotarul grădinii (engleză Over the Garden Wall) este un miniserial animat american de televiziune creat de Patrick McHale pentru Cartoon Network. Serialul se concentrează pe povestea a doi frați care călătoresc printr-o pădure stranie ca să se-ntoarcă acasă. De asemenea are la bază scurtmetrajul animat al lui McHale, Tome of the Unknown, care a fost produs ca parte a programului de dezvoltare a scurtmetrajelor de la Cartoon Network Studios.
Este primul miniserial al canalului, a cărui producție a început în martie 2014. McHale și-a imaginat serialul în 2004, și l-a transmis către canal în 2006. După ce a lucrat la Minunatele peripeții ale lui Flapjack și Să-nceapă aventura, producția a reprezentat un interes pentru McHale, acesta hotărând să realizeze un episod pilot al seriei. Acest episod pilot a devenit astfel imboldul echipei de producție ca să producă mini-seria Dincolo de hotarul grădinii. Serialul îi are protagoniși în limba engleză pe Elijah Wood și Collin Dean în rolul lui Wirt și Greg, și pe Melanie Lynskey în rolul pasării albastre, Beatrice.
Dincolo de hotarul grădinii a fost difuzat de-a lungul săptămânii 3-7 noiembrie 2014 în Statele Unite Ale Americii. În România, serialul s-a difuzat de-a lungul săptămânii 6-10 aprilie 2015 pe canalul Cartoon Network.
Pe canalul oficial de YouTube, Cartoon Network a debutat primul trailer dublat în 2 aprilie 2015.
Un film scurtmetraj stop motion de trei minute produs de Aardman Animations a fost lansat pe 3 noiembrie 2024 să celebreze a zecea aniversare a serialului, aducând înapoi o mulțime de membri din distribuție și echipă, inclusiv McHale, Wood și Lynskey.

## Despre serial
Dincolo de hotarul grădinii este povestea celor doi frați, Wirt și Greg, care se trezesc pierduți în Necunoscut, o pădure misterioasă în derivă. Cu ajutorul Pădurarului înțelept și a lui Beatrice, o pasăre albastră, Wirt și Greg trebuie să călătorească prin ciudatul tărâm, în speranța că vor găsi drumul spre casă. Nucleul seriei este povestea celor doi frați care încearcă din răsputeri să găsească direcția corectă, numai că Wirt se pierde în propriile gânduri, iar Greg rătăcește prin minunata și distractiva lume din jurul său.
În ultimile două episoade se dovedește că Wirt și Greg sunt de fapt doi băieți din era modernă. Apariția stranie a lui Wirt și Greg vine de la faptul că era noaptea de Halloween când au fost transportați în Necunoscut. Wirt, vrând să dea înapoi o casetă jenantă de poezie pe care a făcut-o pentru o fată de care-i place, a urmărit-o până la o adunare de povești înspăimântătoare despre cimitir înainte ca un ofițer de poliție să-l sperie pe el și pe Greg să sară peste gardul grădinii de la cimitir. După ce au aterizat pe piese de tren, Greg a fost aproape lovit de un tren. Wirt i-a-mpins pe amândoi după un deal într-un lac încercând să-i salveze, cocnindu-i pe amândoi inconștienți în proces.
La sfârșitul ultimului episod, Wirt și Greg se trezesc într-un spital și Greg recapitulează evenimentele a ce s-a-ntâmplat. Serialul se-ncheie cu un montaj lent în care este arătat cum Wirt și Greg au afectat locuitorii Necunoscutului.

## Personaje
- Wirt - Wirt, fratele mai mare, e cufundat în gândurile sale și destul de taciturn. Nu ezită când e vorba să-și critice propriile decizii și tinde să creadă că toate problemele sunt nerezolvabile. Asta mai ales pentru că se teme să nu ia decizia greșită.[6]
- Greg - Greg, mezinul, e plin de energie, neastâmpărat și fără griji... adeseori până în punctul în care riscă enorm fără să-și dea seama. Iubește viața; vede în jur numai ce-i bun și ce-i distractiv... dar nu prea pricepe că acțiunile pot avea urmări cât se poate de reale.
- Beatrice - Beatrice e pasărea (mierla) albastră care-i ajută pe Wirt și Greg să-și găsească drumul spre casă. Zice că-i poate duce la Adelaide a Pășunilor, Doamna Bună din Pădure, care-i poate ajuta să ajungă acasă. A fost o fată transformată în mierlă din cauză că a aruncat cu o piatră într-o mierlă. Dar la sfârșit se transformă înapoi în om.
- Pădurarul (en. Woodsman) - E greu de zis care-i secretul Pădurarului. O fi periculos? Sau săritor? Sau e doar un nebun care bântuie prin pădure? De fapt, nici el nu-i decât un alt suflet rătăcit.
- Broscoiul (en. Frog) - Greg e nedespărțit de-un broscoi al cărui nume nu este niciodată același. Deși Greg insistă că broscoiul e și al lui, și al lui Wirt, nu-l interesează câtuși de puțin să aibă grijă de el. Broscoiul nu vorbește, dar cântă.
- Bestia (en. Beast) - Bestia este o creatură care trăiește în pădure și omoară oamenii când trec pe-acolo. El îi pune să ia o ceașcă și s-o lase în drept cu Soarele, cum i-a făcut lui Greg. Cântă noaptea ca s-atragă lumea. Sufletul lui este în felinarul pădurarului și de-asta vrea să rămână aprins și să nu se stingă niciodată.

## Dublajul în limba română
| Caracter  | Voce                  |
| --------- | --------------------- |
| Wirt      | Alex Velea            |
| Greg      | Tudor Gavrilă         |
| Beatrice  | Ana Udroiu            |
| Pădurarul | Mihai Niculescu       |
| Bestia    | Cristian Simion       |
| Lorna     | Anca Iliese           |
| alte voci | Constantin Bărbulescu |
| alte voci | Cristin Tomi          |
| alte voci | Claudia Prec          |
| alte voci | Adina Lucaciu         |
| alte voci | Mihai Bisericanu      |
| alte voci | Florian Ghimpu        |
| alte voci | Răzvan Georgescu      |

## Episoade
| Premiera     | Premiera în România | N/o | Titlu român                     | Titlu englez                  |
| ------------ | ------------------- | --- | ------------------------------- | ----------------------------- |
|              |                     |     |                                 |                               |
| EPISOD PILOT |                     |     |                                 |                               |
|              |                     |     |                                 |                               |
| 24.10.2013   |                     | P1  | '                               | Tome of the Unknown           |
|              |                     |     |                                 |                               |
| MINISERIAL   |                     |     |                                 |                               |
|              |                     |     |                                 |                               |
| 03.11.2014   | 06.04.2015          | 01  | Vechea moară de malț            | The Old Grist Mill            |
|              |                     |     |                                 |                               |
| 03.11.2014   | 06.04.2015          | 02  | Viața printre dovleci           | Hard Times at the Huskin' Bee |
|              |                     |     |                                 |                               |
| 04.11.2014   | 07.04.2015          | 03  | Școala din pădure               | Schooltown Follies            |
|              |                     |     |                                 |                               |
| 04.11.2014   | 07.04.2015          | 04  | Cântecele Felinarului Întunecat | Songs of the Dark Lantern     |
|              |                     |     |                                 |                               |
| 05.11.2014   | 08.04.2015          | 05  | Iubire nebună                   | Mad Love                      |
|              |                     |     |                                 |                               |
| 05.11.2014   | 08.04.2015          | 06  | Cântece în Țara Broaștei        | Lullaby in Frogland           |
|              |                     |     |                                 |                               |
| 06.11.2014   | 09.04.2015          | 07  | Sunetul clopotului              | The Ringing of the Bell       |
|              |                     |     |                                 |                               |
| 06.11.2014   | 09.04.2015          | 08  | Copii prin Pădure               | Babes in the Woods            |
|              |                     |     |                                 |                               |
| 07.11.2014   | 10.04.2015          | 09  | În Necunoscut                   | Into the Unknown              |
|              |                     |     |                                 |                               |
| 07.11.2014   | 10.04.2015          | 10  | Necunoscutul                    | The Unknown                   |
|              |                     |     |                                 |                               |
| SCURTMETRAJ  |                     |     |                                 |                               |
|              |                     |     |                                 |                               |
| 03.11.2024   |                     | SM1 | '                               | Over the Garden Wall          |
|              |                     |     |                                 |                               |

## Legături externe
- Dincolo de hotarul grădinii la Internet Movie Database
- Dincolo de hotarul grădinii la Big Cartoon DataBase
- Tome of the Unknown la Internet Movie Database